# Веденсвиль
Веденсвиль (нем. Wädenswil) — город в Швейцарии, в кантоне Цюрих.
Входит в состав округа Хорген. Население составляет 19 417 человек (на 31 декабря 2007 года). Официальный код — 0142. В состав коммуны Веденсвиль входит населённый пункт Ау на одноименном полуострове.
Уроженцем Веденсвиля был известный археолог и антиквар начала 20 в. Отто Хаузер.